# Madilyn Bailey
Madilyn Bailey (* 2. September 1992) ist eine US-amerikanische Sängerin. Sie ist bekannt für ihre Coverversionen bekannter Charterfolge, die sie in Form von Musikvideos auf ihrem YouTube-Kanal verbreitet.

## Leben
Bailey stammt aus dem US-Bundesstaat Wisconsin. Sie spielte zunächst Klavier, dann einige Jahre Schlagzeug und stieg später auf die akustische Gitarre ihres Vaters um. 2015 nahm sie ihre YouTube-Videos aus mehreren Kameraperspektiven auf, zwischen denen der Zuschauer wechseln kann. Zwei ihrer Coverversionen, die des Liedes Titanium – ursprünglich von Sia gesungen – und des Liedes Radioactive von Imagine Dragons konnten sich 2015 über Downloads in den europäischen Charts platzieren. Titanium war 2015 als höchstes auf Platz 13 der französischen Downloadcharts der Syndicat National de l’édition Phonographique vertreten. In den belgischen Charts erreichte das Lied als höchstes Platz 23 in Wallonien. Die Titanium-Coverversion von Bailey wurde 2015 auch in der deutschen Tanzshow Let’s Dance als Musik verwendet und erreichte im November 2019 die Auszeichnung Goldene Schallplatte in den USA.
Die Akustik-Coverversion von Radioactive erreichte im Juni 2015 Platz 36 der französischen Singlecharts SNEP. Believe von Cher coverte sie auch.